# Scombrotoxisme
 Mise en garde médicale
Le scombrotoxisme, ou ichtyosarcotoxisme de type histaminique, est une intoxication alimentaire survenant dans la plupart des cas après la consommation de scombridés, poissons bleus à chair rouge comme les thons, maquereaux et bonites.
L'intoxication est due à la formation d'histamine après dégradation bactérienne de l'histidine présente en grande quantité dans ces poissons.

## Distribution
Le scombrotoxisme est l'intoxication par ingestion de poissons la plus fréquente en Europe et dans le monde, les poissons de la famille des scombridés étant consommés par l'homme en grande quantité.

## Poissons en cause
Le scombrotoxisme est dû le plus souvent à la consommation de poissons appartenant à la famille des Scombridae : maquereaux, thazards, bonites et thons, mais il peut également se voir avec plusieurs espèces de la famille des clupéidés (sardines, harengs), engraulidés (anchois), carangidés (carangues), xiphiidés (espadons) et coryphaenidés.
La mauvaise conservation de tranches de poisson frais est en cause dans la majorité des cas mais l'ingestion de poisson bleu congelé ou en conserve est aussi retrouvée dans de nombreuses observations. Fréquemment, l'intoxication a lieu lors d'une mauvaise utilisation de boîtes de conserve contenant des scombridés, notamment lors de coupures[pas clair].

## Mécanismes de l'intoxication - Physiopathologie

Transformation de l'histidine en histamine, sous l'effet de l'histidine décarboxylase.

Ces poissons sont caractérisés par leurs muscles de couleur rouge évoquant l'aspect de la viande et par la présence de grandes quantités d'histidine dans leurs tissus. 

En cas de défaut dans les méthodes de conservation, l'histidine est dégradée en histamine thermorésistante par des bactéries produisant de l'histidine décarboxylase et se développant à la chaleur : Clostridium, Escherichia, Salmonella, Shigella. 

La transformation de l’histidine en histamine est d'autant plus importante que le poisson a été insuffisamment préparé et réfrigéré. 

En quelques heures, la chair contient de grandes quantités d’histamine, responsable d'un tableau pseudo allergique après ingestion de seulement quelques bouchées.

## Tableau clinique - symptômes

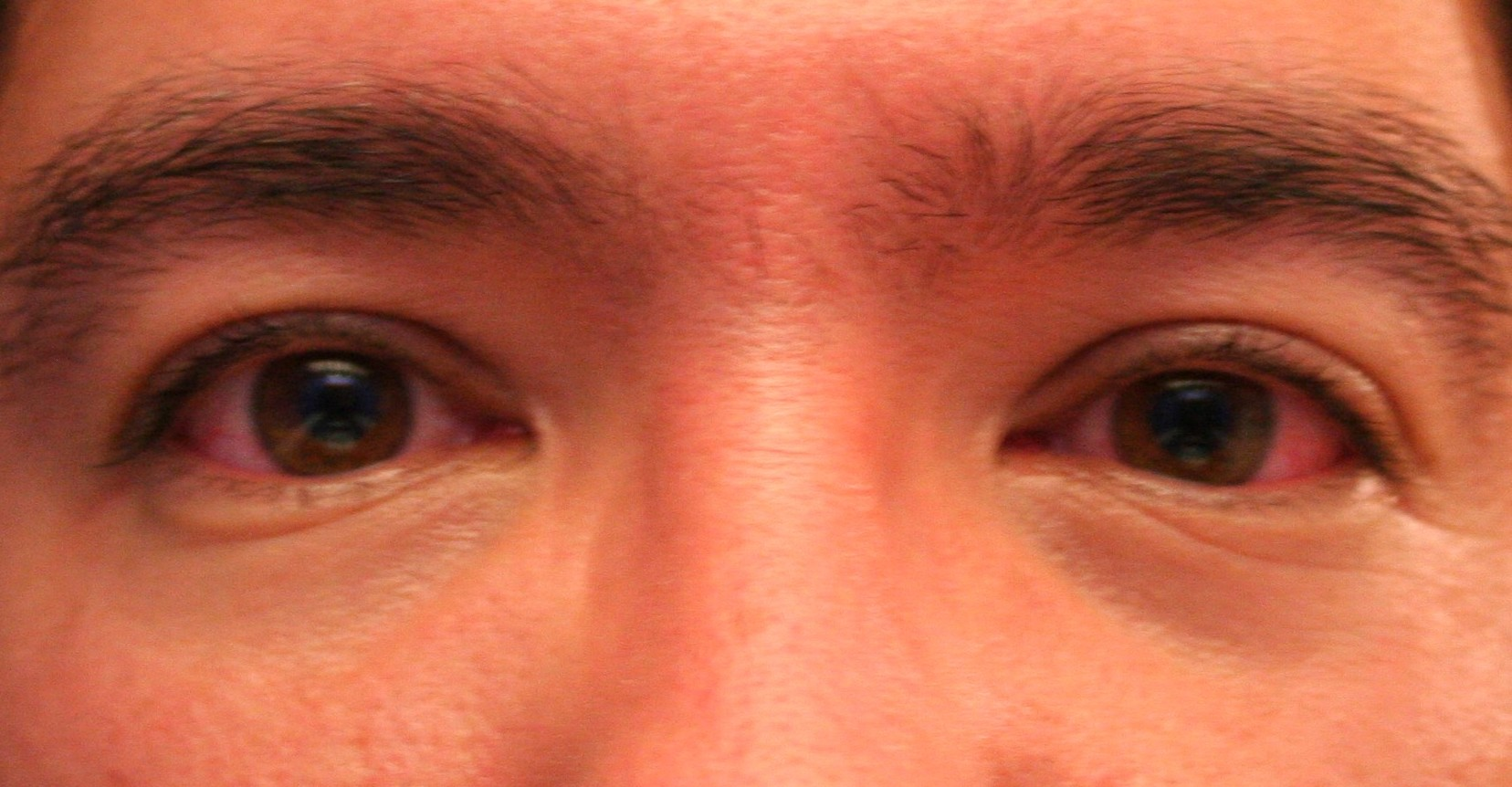
Vasodilatation du visage lors d'une intoxication aux scombridés.

Le tableau clinique est similaire à celui d'une réaction allergique. C'est un diagnostic différentiel de l'anaphylaxie. Le début est précoce, de 10 minutes à 3 heures après l'ingestion, et brutal, avec des signes digestifs (nausées, vomissements, douleurs abdominales), une vasodilatation du visage avec rougeur, œdème et bouffées de chaleur, une éruption urticarienne diffuse, une hypotension artérielle associée à une tachycardie, des céphalées, voir parfois une lipothymie, un œdème laryngé et un bronchospasme,.
L’évolution est généralement rapidement bonne, en 3 à 4 heures, mais est parfois plus prolongée, jusqu'à 8 à 16 heures. Cette intoxication est classiquement considérée comme bénigne mais on dénombre plusieurs cas où des signes cliniques graves sont apparus tels que collapsus cardiovasculaire et atteinte myocardique,,,,.

## Traitement et prise en charge
Le traitement est symptomatique et repose principalement sur l'administration d'antihistaminiques, presque constamment efficaces.

## Prévention
L'intoxication peut être prévenue par la consommation de poisson fraîchement pêché ou par son stockage dans un endroit suffisamment réfrigéré.